# Mysz domowa
Mysz domowa (Mus musculus) – gatunek małego ssaka należącego do rodziny myszowatych. Jest gatunkiem synantropijnym, który prawdopodobnie pochodzi od myszy zamieszkującej stepy i tereny półpustynne od północnej Afryki, poprzez południowo-wschodnią część Europy, aż po Wyspy Japońskie. Obecnie znajduje się ją wszędzie tam, gdzie żyje człowiek.
Charakteryzuje się opływowym kształtem, zazwyczaj jednolitą barwą ciała, krótkimi kończynami, oczami rozstawionymi po bokach pyska i stosunkowo dużymi, zaokrąglonymi małżowinami usznymi. Mysz domową zaliczamy do gatunków wszystkożernych. Nie gromadzi zapasów. Gniazda zakłada w budynkach, ale także w sąsiedztwie łąk i pól. Dzięki dużej rozrodczości, braku wysokich wymagań hodowlanych oraz częściowej homologii do człowieka niektóre podgatunki są chętnie wykorzystywane jako zwierzęta laboratoryjne.
Gatunek inwazyjny na terenie Ameryki Północnej, Ameryki Południowej, części południowej Afryki, Australii i Oceanii.

## Występowanie
Mysz domowa była pierwotnie gryzoniem stepowym i półpustynnym występującym od północno-zachodniej Afryki i południowo-wschodniej Europy, aż po Japonię. Odznaczając się doskonałymi zdolnościami adaptacyjnymi, zadomowiła się w pierwszych rolniczych osadach ludzkich już w czasach prehistorycznych. Dzisiaj uważana jest za gatunek kosmopolityczny – znajduje się na wszystkich kontynentach i najbardziej oddalonych wyspach oceanicznych. Jej obecność została potwierdzona nawet w stacjach naukowych na Antarktydzie.

## Budowa
Długość ciała myszy domowej wynosi od 7 do 12 cm, natomiast ogon mierzy od 5,5 do 11 cm. Masa ciała mieści się w granicach 15 – 25 g. Wierzch ciała o barwie szarej z lekko żółtawym odcieniem, przechodzi stopniowo w białawy kolor brzucha, gdzie u samic znajduje się 5 par sutków. Ciało gryzonia jest smukłe, o zaostrzonym pysku z włosami czuciowymi (potocznie zwane wąsami), które ułatwiają poruszanie się w ciemności. Uszy są dość długie i cienkie, ogon słabo owłosiony, pokryty pierścieniami łusek ułatwiających wspinaczkę. Zwierzę jest stopochodne, kończyna przednia ma trzy opuszki międzypalcowe, zaś tylna – 4+2 opuszki stępowe. Obie pary kończyn są pięciopalczaste, jednak kciuk przedniej kończyny jest uwsteczniony i pozbawiony opuszki palcowej. Chwytne palce są zakończone pazurami.

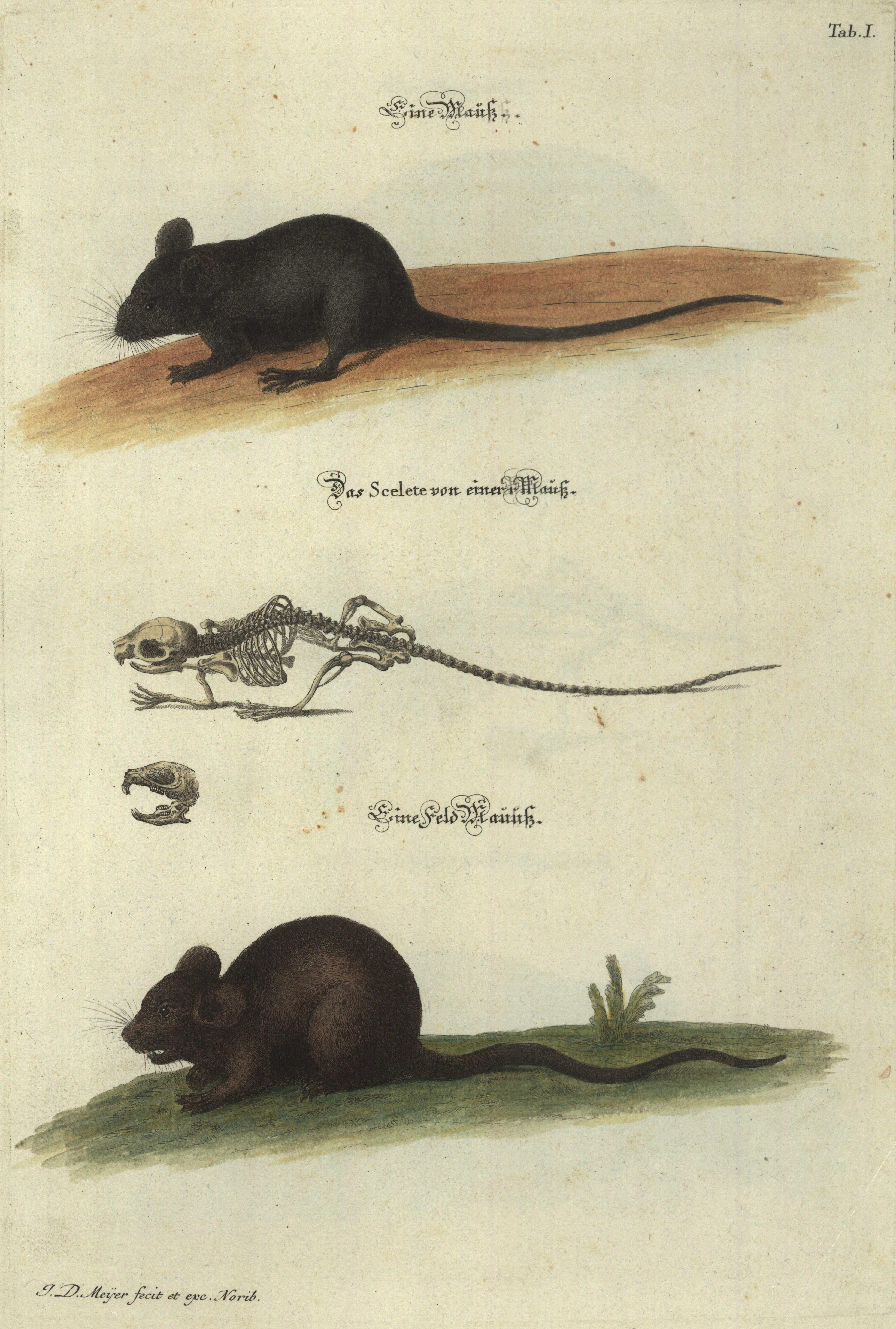
Mysz domowa u góry, u dołu mysz polna, miedzioryt kolorowany (Johann Daniel Meyer, 1748)

Osobniki tego gatunku wydzielają charakterystyczny mysi zapach (podobny zapach ma pot osób z nieleczoną fenyloketonurią).

## Ekologia
Mysz domowa żyje najczęściej w skupiskach ludzkich i na polach uprawnych. Latem spotyka się ją głównie wśród zbóż, w ogrodach i sadach, gdzie kopie nory. Jesienią przenosi się do zabudowań gospodarczych, stodół, stajni, piwnic, osiedlając się w rozmaitych zakamarkach m.in. pod podłogami czy w dziurach ścian. Gryzoń odznacza się ogromnymi zdolnościami adaptacyjnymi do różnych warunków środowiska; występuje zarówno w głębokich kopalniach, jak i wielkich chłodniach, gdzie temperatura jest stale bardzo niska.
Mysz to zwinne i szybkie zwierzę, świetnie skacze i biega, potrafi wspinać się po drzewach i ścianach, w czym pomaga jej ogon. Unika wody, ale w razie potrzeby okazuje się być dobrym pływakiem. Ma doskonały słuch i łatwo się płoszy. Najbardziej aktywna jest w nocy, chociaż żeruje także w ciągu dnia. Kilkugodzinne okresy aktywności zazwyczaj oddzielone są okresami odpoczynku. Jest wszystkożerna, żywi się przeważnie zapasami zgromadzonymi przez człowieka, na polach zjada głównie nasiona lub owady. Może odżywiać się tylko jednym rodzajem pokarmu (roślinnym lub zwierzęcym) bez szkody dla zdrowia. Myszy często gryzą przedmioty niejadalne, np. materiały włókiennicze, książki, papiery, a odgryzione fragmenty służą im do budowy gniazd. Nie robią zapasów na zimę. Przedstawiciele tego gatunku żyją w grupach rodzin, które bronią wspólnie zajmowanego terytorium.

## Biologia
Mysz domowa jest gatunkiem poliestralnym (wielorujowym) należącym do gniazdowników. Dojrzewa w wieku 2–3 miesięcy, a w sprzyjających warunkach rozmnaża się przez cały rok. Cykl płciowy trwa 4–5 dni, a ruja od kilku do kilkunastu godzin.
Liczba miotów wynosi między 5-8, a nawet do 10 rocznie. Ciąża trwa 20–21 dni, w miocie jest zwykle od 4 do 9 młodych (największy udokumentowany miot liczył 19 osobników). Ruja poporodowa pojawia się zazwyczaj dobę po porodzie. Kolejna ciąża może wydłużyć się do ok. 4 tygodni.
Noworodki ważą od 0,9 do 1,5 g, są nagie i ślepe. Młode w wieku ok. 14 dni mają zwykle wyrżnięte siekacze i otwarte oczy, a po 25 dniach przestają odżywiać się mlekiem matki. Najwięcej osobników rodzi się latem, w pozostałych porach roku rozrodczość jest niższa. Przy przegęszczeniu populacji płodność samic stojących najniżej w hierarchii jest ograniczona – tylko dominujące samice wydają potomstwo, jednak w mniejszej ilości niż w normalnych warunkach. W ten sposób regulowana jest liczebność populacji, zanim ulegnie załamaniu.
Mysz ma dobrze rozwinięty zmysł słuchu. Komunikacja między poszczególnymi osobnikami odbywa się za pomocą ultradźwięków, które są dla nich doskonale słyszalne. Podobnie jak wiele innych gatunków gryzoni, mysz jest krótkowidzem, a dominującym u niej zmysłem jest węch. Służy on do odnajdywania drogi w środowisku, umożliwia odszukiwanie pokarmu oraz partnerów płciowych. Zwierzę pozbawione węchu przestaje się rozmnażać. Wynika to m.in. z faktu, że wzajemne stosunki między poszczególnymi zwierzętami są regulowane głównie za pośrednictwem feromonów.
W rodzinach myszy domowej panuje ścisła hierarchia. Rodzinie przewodzi starszy i doświadczony „cap” (samiec myszy), który ma wyłączne prawo krycia samic w okresie rui, dopóki nie pokona go jeden z młodszych samców.
W warunkach naturalnych mysz domowa żyje od 1,5 do 2 lat, w hodowli do 4. Rekordowy wiek życia myszy wynosi 1819 dni (prawie 5 lat). W 2009 roku David Harrison wraz z kolegami z The Jackson Laboratory w Bar Harbor przedłużył życie myszy stosując rapamycynę.

## Rasy i odmiany

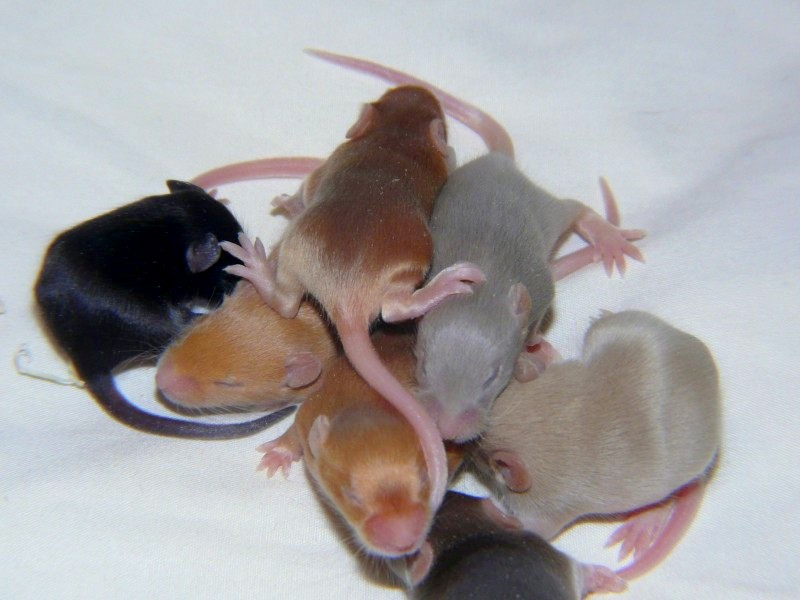
Przykładowe odmiany barwne

Obecnie istnieje wiele form barwnych myszy, które zależnie od kraju dzieli się na rasy i odmiany. W większości klubów hodowlanych na świecie stosuje się angielskie nazwy ras i odmian, tylko niektóre kluby używają oficjalnych nazw w swoich ojczystych językach (np. kluby holenderskie i czeskie). Polskie kluby myszy rasowych zwyczajowo dzielą myszy na rasy na podstawie rodzaju okrywy włosowej i na odmiany według koloru i rozkładu barw na ciele.
Możemy wyróżnić następujące rasy:
- krótkowłosa (short hair – SH)
- długowłosa (long hair – LH)
- loczkowana (astrex – A)
- satynowa (satin – S)
- abisyńska (abyssinian – AB).

Formy barwne zależnie od rodzaju, dzieli się na kilka grup:
- self (jednobarwny kolor futra na całym ciele), np. red, dove, black, blue, PEW, BEW, lavender
- tan & fox (dolna strona ciała w kolorze pomarańczowym (tan) lub białym (fox)), np. dove tan, blue fox, black tan
- ticked (dwubarwny włos), np. cinnamon, english gold, agouti gold, argente
- shaded & pointed (znaczenia na futrze), np. siamese, sable, burmese, himalayan
- marked (sierść w różne wzory, plamy, znaki), np. banded, brindle, broken, hereford, rumwhite, dutch
- silvered (sierść posrebrzana), np. silver red, silver blue
- provisional standards (standardy tymczasowe), ruby eyed white, straw i splashed
- unstandardized (o nieokreślonym standardzie), np. fuzzy lub hairless (bezwłosa).

## Znaczenie
Mysz jest gatunkiem synantropijnym zaliczanym do szkodników. Powoduje wielkie straty, zjadając zapasy żywności oraz niszcząc wszelkiego rodzaju materiały i przedmioty, w celu zdobycia niezbędnych elementów do budowy gniazda. Podobnie jak u szczurów, w kale myszy mogą znajdować się niebezpieczne dla zdrowia człowieka patogeny, a na jej stopach zarodniki szkodliwych grzybów rozkładających produkty spożywcze.
Znana powszechnie biała mysz laboratoryjna z czerwonymi oczami, będąca formą udomowioną (hodowlaną), cieszy się znacznie lepszą opinią niż jej dziki odpowiednik. Jest powszechnie wykorzystywana w placówkach naukowo-badawczych jako model zwierzęcy o wysokim stopniu homologii z człowiekiem. Pierwotnie była rzadko obserwowana przez człowieka – występowała sporadycznie w dziko żyjących populacjach jako przejaw mutacji (albinizmu). Gdy schwytano taki okaz, pozostawiano go przy życiu i trzymano w zamknięciu. Później białe myszy hodowane były przede wszystkim jako zwierzęta – zabawki dla dzieci, następnie zajęła się nimi nauka. Stały się ssakami udomowionymi o olbrzymiej użyteczności, zwłaszcza w medycynie, weterynarii, farmacji, farmakologii i genetyce.
W 2002 roku w ramach projektu The Mouse Genome Database (MGD) dokonano zsekwencjonowania genomu myszy domowej.  

### Drapieżnictwo na wyspie Gough
Duża płodność i krótki czas życia myszy domowych przyczyniają się do szybkiej ewolucji tego gatunku. W 2007 roku wykazano, że zawleczona w XIX wieku na atlantycką wyspę Gough mysz domowa stała się zagrożeniem dla występujących tam ptaków morskich. Gryzonie te osiągają rozmiary trzykrotnie większe od typowych (u wyspiarskich populacji drobnych ssaków częsty jest gigantyzm) i są agresywnymi drapieżnikami, atakującymi stadnie nawet wyrośnięte pisklęta albatrosów.

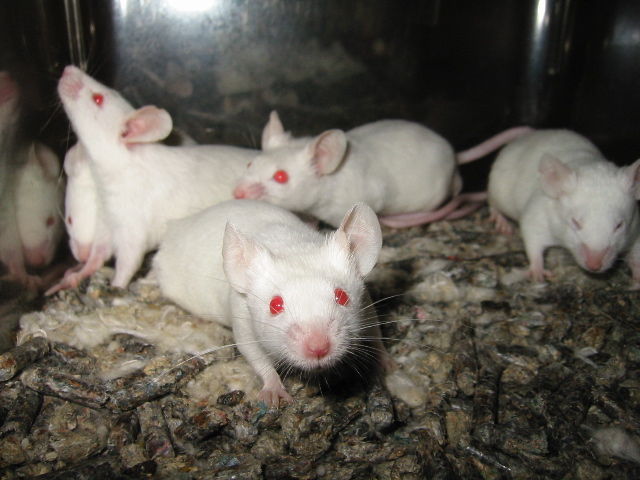
Białe myszy w laboratorium
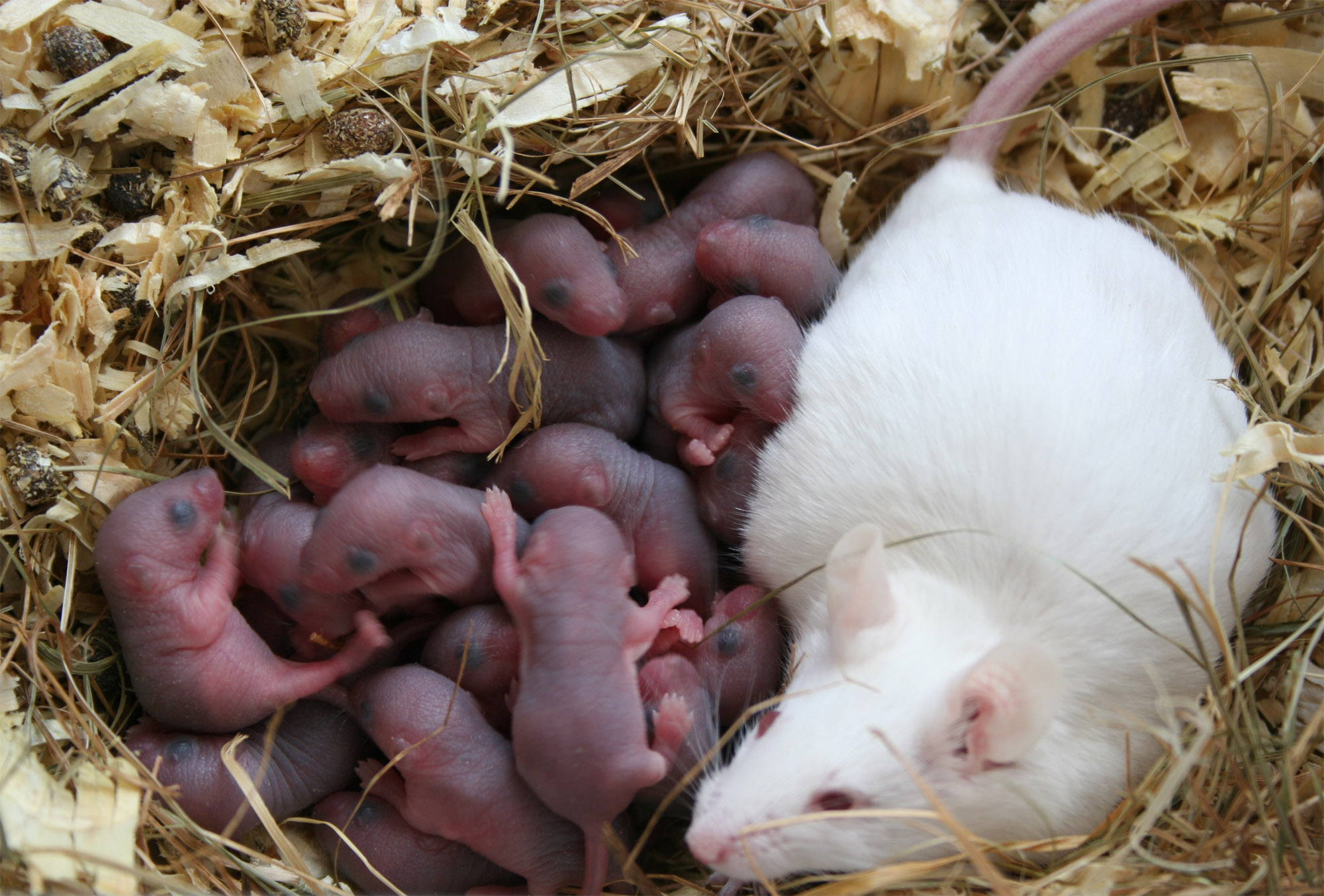
Samica z młodymi
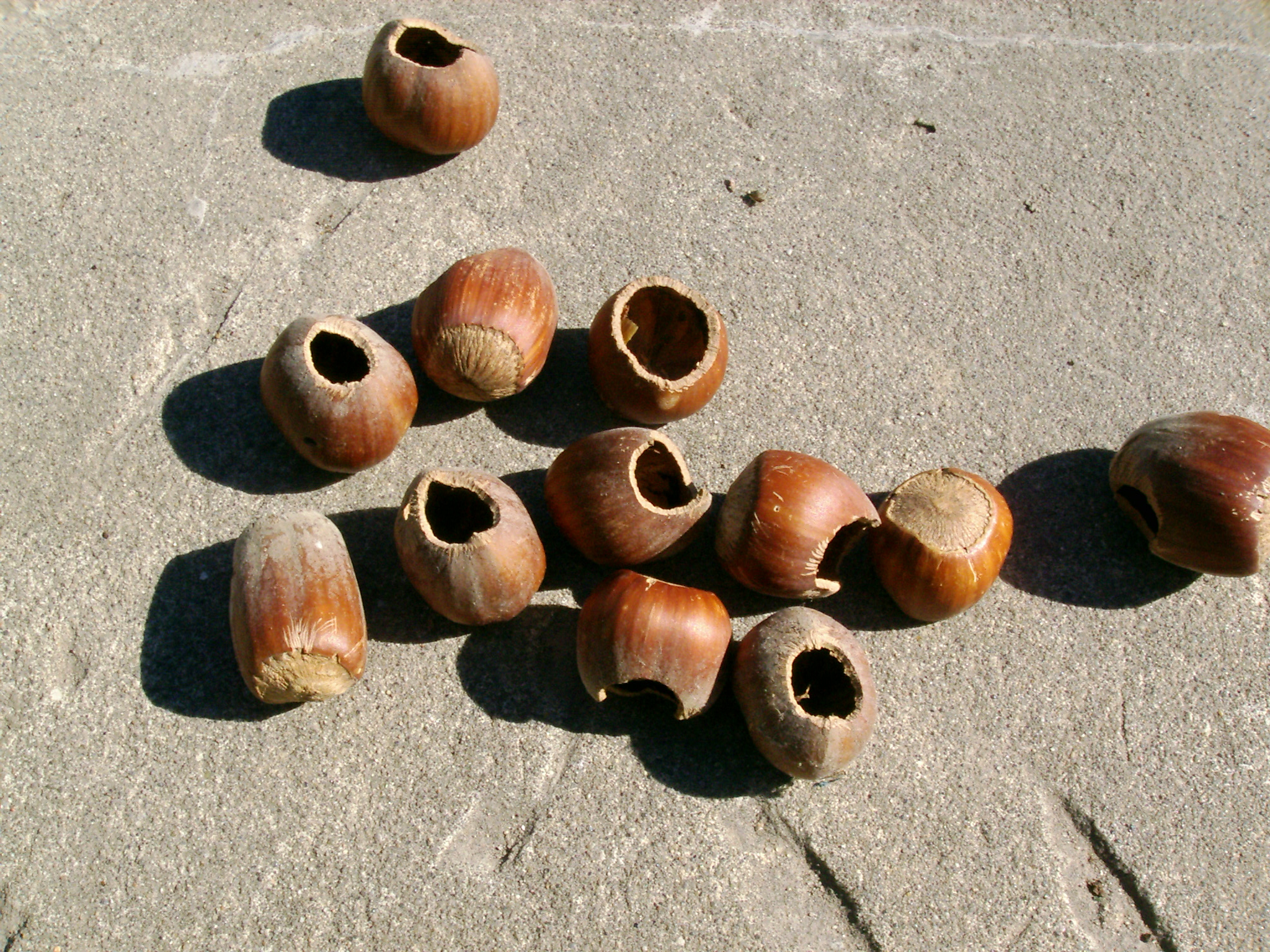
Ślady żerowania myszy
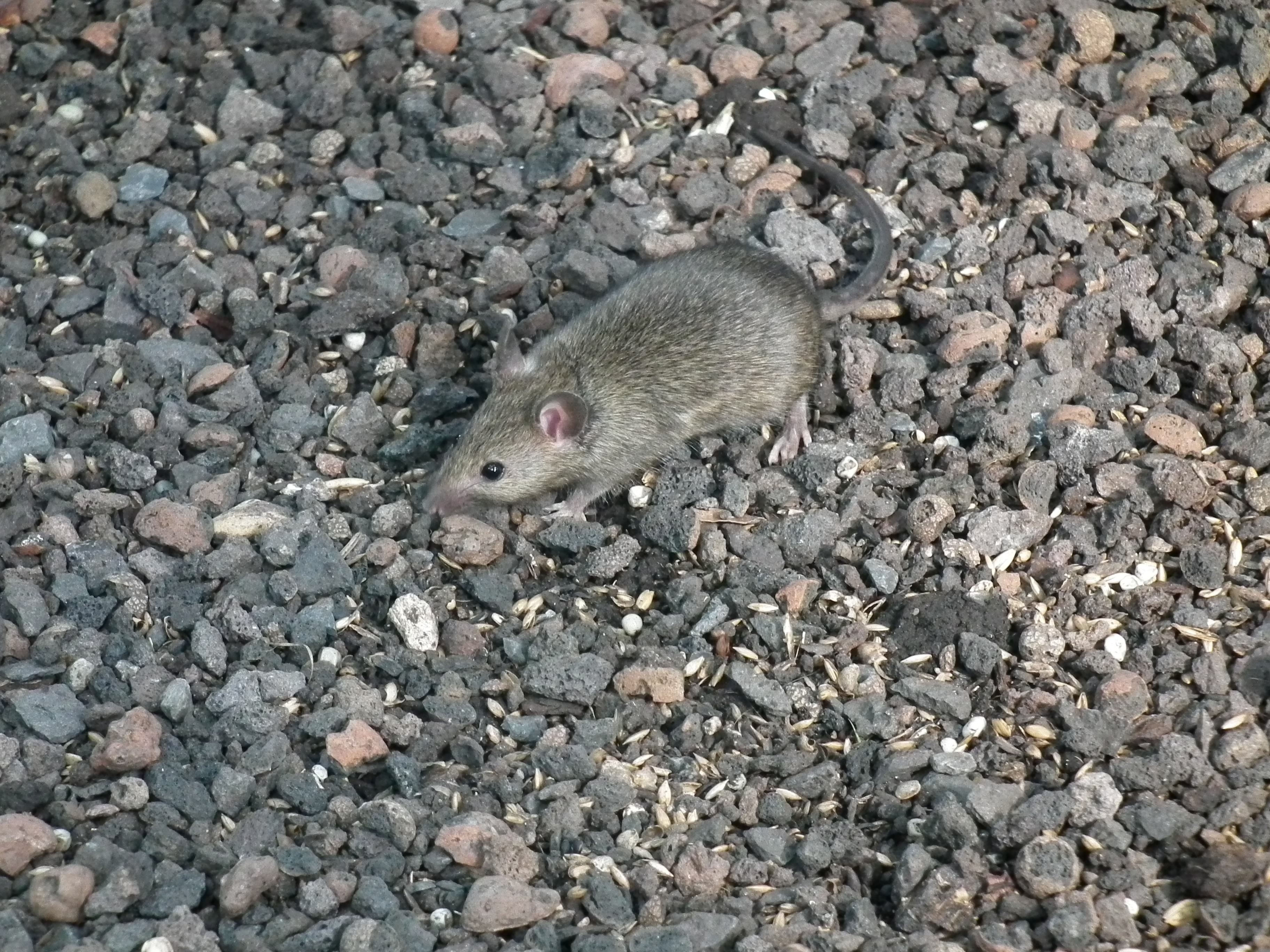
Mysz domowa (Mus musculus).
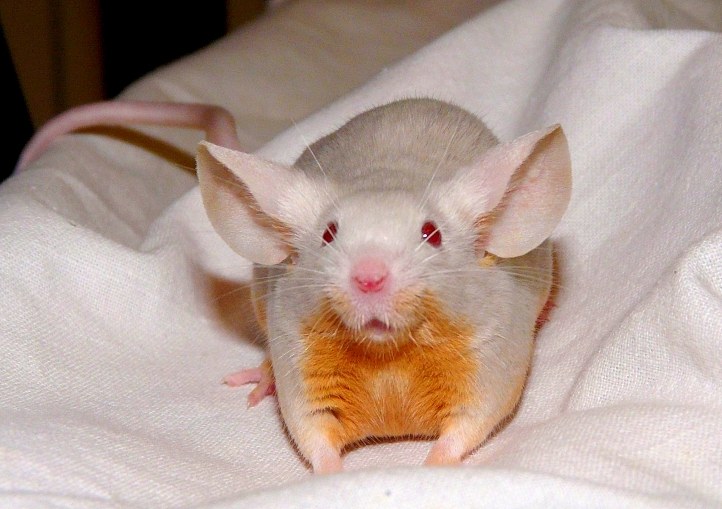
Mysz rasy Short Hair Silver Tan.